# Cravo Fondo
Cravo Fondo. Grup poètic gallec creat l'any 1977 a Santiago de Compostel·la, que donà nom a una generació de poetes disposats a la renovació de la literatura gallega, i que aconseguí superar les limitacions i pobreses de la lírica galaica d'aquells anys. Estava format pels poetes Ramiro Fonte, Xesús Rábade Paredes, Xavier Rodríguez Barrio, Xulio López Valcárcel, Xesús Manuel Valcárcel, Fiz Vergara Vilariño i Helena Villar Janeiro. El nom d'aquest grup poètic, Cravo Fondo, donà títol a un únic llibre conjunt (1977), una antologia de poemes que s'obre amb un manifest que mostra la voluntat de superació del socialrealisme epigonal, però sense renunciar a la historicitat ni caure en l'esteticisme. S'hi recalca la necessitat d'una poesia que comuniqui realment amb el poble i de fer recitals no elitistes. El manifest acaba amb la consigna: "Por Galicia, pola poesía, Cravo Fondo, verba nova para unha terra ceibe" ("Per Galícia, per la poesia, Clau Tauler, paraula jove per a una terra a lloure").